# Streckbröstad hackspett
Streckbröstad hackspett (Dendrocopos atratus) är en fågel i familjen hackspettar inom ordningen hackspettartade fåglar.

## Utseende
Streckbröstad hackspett är en 21–22 cm lång huvudsakligen svartvit hackspett. Den är lik sin nära släktingar isabellaspett (D. macei) med röd hjässa hos hanen, rödrosa undergump, vitbandad svart rygg och streckad undersida. Den skiljer sig dock genom större storlek, längre näbb, tydligare streckning undertill, mer rött på pannan, olivgul anstrykning på undersidan men vitt på huvud- och halssidor och avsaknad av vit bandning på övre delen av manteln.

## Utbredning och systematik
Fågeln förekommer från centrala Bhutan, nordöstra Indien och möjligen även centrala och sydöstra Bangladesh till Myanmar, södra Kina (västra och södra Yunnan) och vidare söderut till västra Thailand, södra Laos och sydcentrala Vietnam. Den behandlas antingen som monotypisk eller delas in i två underarter med följande utbredning:
- Dendrocopos atratus atratus – nordöstra Indien, Myanmar, Thailand och Laos
- Dendrocopos atratus vietnamensis – Vietnam

## Status och hot
Arten har ett stort utbredningsområde, men tros minska i antal, dock inte tillräckligt kraftigt för att den ska betraktas som hotad. Internationella naturvårdsunionen IUCN listar arten som livskraftig (LC).